# Hubert Klüter
Hubert Klüter (* 12. Dezember 1886 in Schalke; † 1. Juli 1954 in Geldern) war ein preußischer Verwaltungsbeamter, Regierungsrat und 1924 bis 1934 Landrat des Kreises Geldern.

## Leben
Der Katholik Hubert Klüter war ein Sohn des Geheimen Sanitätsrats Hubert Klüter und dessen Ehefrau Lina, geborene Erdmann. Nach dem Besuch eines humanistischen Gymnasiums absolvierte er von 1908 bis 1911 in Freiburg, München, Berlin und Münster ein Studium der Rechtswissenschaften. Am 16. Oktober 1911 legte er die Erste Juristische Prüfung ab, wonach er am 28. Oktober 1911 zum Gerichtsreferendar vereidigt wurde. Im Anschluss begann er eine Ausbildung beim Amtsgericht Wattenscheid und beim Landgericht Essen, die er jedoch wegen der Teilnahme von 1914 bis 1918 am Ersten Weltkrieg unterbrechen musste. Am 11. Oktober 1920 legte er die Große Staatsprüfung (mit Dienstalter vom 23. Juni 1916) ab und wurde Hilfsarbeiter im Ministerium für Wissenschaft, Kunst und Volksbildung. Nach der Ernennung zum Regierungsrat am 4. März 1922 war er im Provinzialschulkollegium Berlin tätig.  Von dort wechselte er ab dem 15. November 1922 als Hilfsarbeiter in das preußische Innenministerium, sowie ab März 1923 in gleicher Funktion in die Bau- und Finanzdirektion in Berlin.
Am 11. August 1924 wurde Klüter zunächst vertretungsweise mit der Verwaltung des Landratsamtes des Kreises Geldern betraut, bevor ihm das Amt des dortigen Landrats am 25. November 1924 kommissarisch übertragen wurde. Am 10. März 1925 erhielt er seine definitive Bestallung. Aufgrund des § 3 der „Verordnung, betreffend die einstweilige Versetzung der unmittelbaren Staatsbeamten in den Ruhestand“ vom 26. Februar 1919 wurde Klüter am 17. Oktober 1934 in den einstweiligen Ruhestand versetzt und nachfolgend zum 1. April 1935 in den Ruhestand aufgrund § 6 BBG.

## Familie
Hubert Klüter heiratete am 20. Mai 1916 Wilhelmine Heuschen (* 12. März 1892 in Köln; † 10. Mai 1964 in Geldern), Tochter des Geheimen Oberregierungsrats (Ministerialrat) Josef Heuschen und dessen Ehefrau Elisabeth, geborene Schmitz.